# Dschazīrat Umm al-Ghanam
Dschazīrat Umm al-Ghanam, arabisch جزيرة أم الغنم, DMG Ǧazīrat Umm al-Ġanam, auch Jazirat Umm al Ghanam; englisch Goat Island, deutsch Ziegeninsel, ist eine Insel im Nordwesten der zum Oman gehörenden Halbinsel Musandam. Auf einigen alten englischsprachigen Karten taucht die Insel fälschlich als Sheep Island auf. Das ist dadurch zu erklären, dass das arabische Wort الغنم / Ġanam sowohl Ziege als auch Schaf bedeuten kann.

## Geographie
Die Insel ist fünf Kilometer lang von der Nordspitze Ra’s Qiyaq (رأس قيق) bis zur Südspitze, bis zu 1,47 km breit, und hat eine Fläche von 5,63 km². Sie ist vom Festland durch die 480 bis 1200 Meter breite Meeresstraße Chaur al-Quwaiʿ (خور القويع, auch Chaur Quwayy / خور قوي, europäischer Name Discovery Strait) getrennt, und liegt 2,5 km südwestlich von Ra’s Schuraita (رأس شريطة), dem nördlichsten Festlandspunkt des Oman. Höchste Erhebung der ansonsten relativ flachen Insel ist der Qarn ath-Thaur (قرن الثور / Qarn aṯ-Ṯaur / ‚Stierhorn‘) im Süden, der eine Höhe von 185 Metern erreicht.
Das gleichnamige Dorf Dschazīrat Umm al-Ghanam im Norden der Insel hatte 68 Einwohner zur Volkszählung am 12. Dezember 2010, nach 45 Einwohnern zur vorangegangenen Volkszählung am 7. Dezember 2003. Das Dorf ist die nördlichste Ansiedlung des Sultanats Oman. Weiter nördlich liegt nur noch der unbemannte Leuchtturm Didamar Lighthouse auf Little Quoin Island.
Das US-Seehandbuch der Region von 2017 beschreibt die Insel als kahl und unbewohnt, mit einem hohen Hügel, der an ihrem südlichen Ende steil abfällt.
Ebenfalls im Norden der Insel liegt die kleine Marinebasis Salib.
Diese ist heute als Musandam Naval Base (arabisch البحـرية مسنـدم قاعـدة) bekannt. Sie wurde 1986 unter dem Namen Ras Musandam Naval Base eröffnet.
Auf dem Satellitenbild ist ein rund 940 Meter langes Rollfeld zu erkennen.
Dschazīrat Umm al-Ghanam ist weitgehend vegetationslos und weist keine natürlichen Wasservorkommen auf. Nach Regen brachten in der Vergangenheit die Bewohner der kleinen Stadt Kumzar, denen Dschazīrat Umm al-Ghanam gehört, Ziegen zur Weide auf die Insel, wie aus einer Beschreibung von 1904 hervorgeht. Daher die Namensbedeutung Ziegeninsel.

## Verwaltung und Besitz
Verwaltungsmäßig gehört die Insel zur Wilaya al-Chasab des Gouvernements Musandam. Sie gehört traditionell den in Kumzar ansässigen Bani Shatair vom Stamm der Schihūh, der Kumzari spricht, die einzige Iranische Sprache, die auf der Arabischen Halbinsel gesprochen wird.